# Yttersta domen (tarotkort)

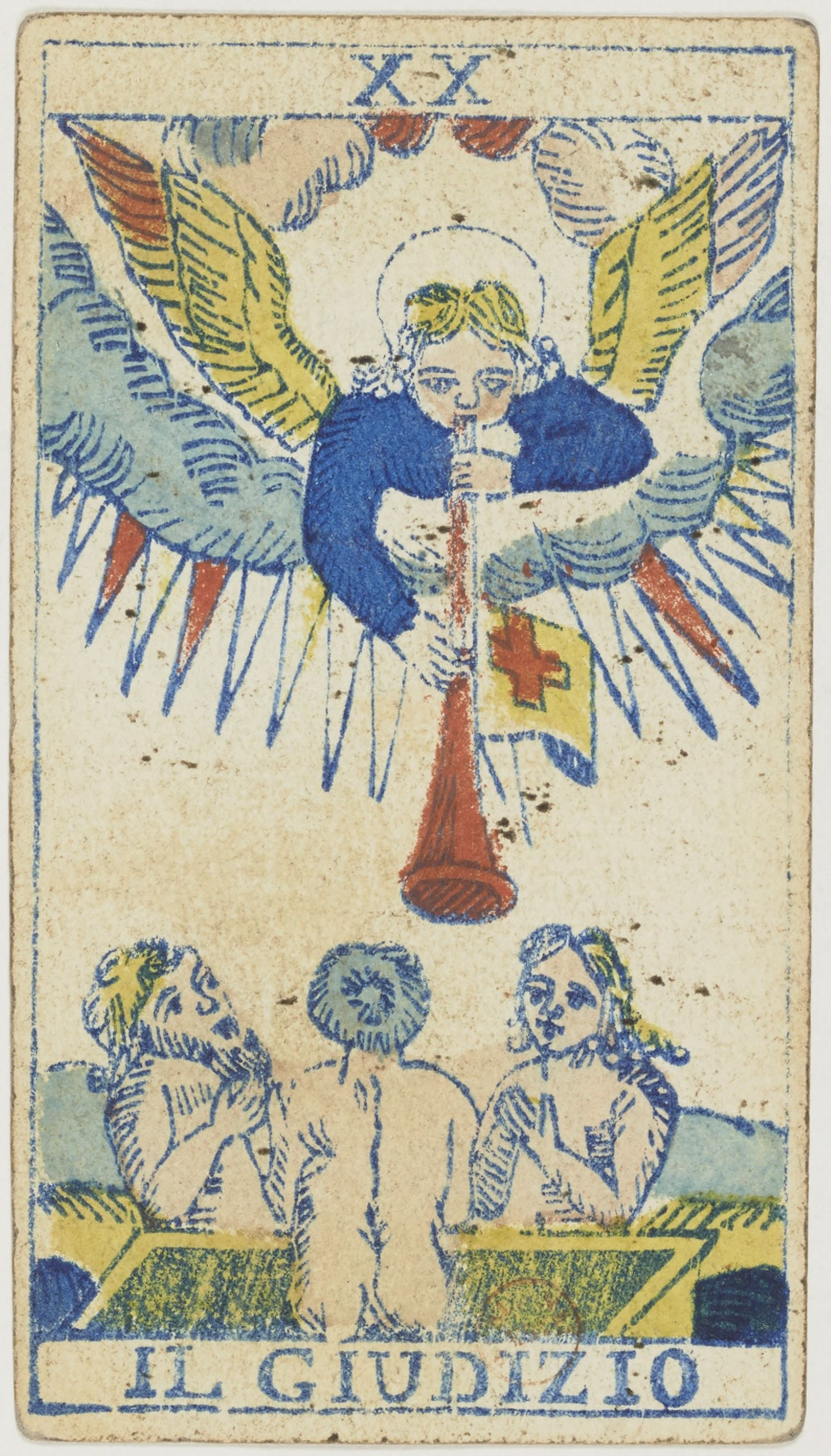
En äldre version av Yttersta domen men som illustreras i likhet med många moderna tolkningar av kortet.

Yttersta domen är ett av de 78 korten i en tarotkortlek och är ett av de 22 stora arkanakorten. Kortet ses generellt som nummer 20. Rättvänt symboliserar kortet självutvärdering, uppvaknande, förnyelse, syfte, reflektion och undergång. Omvänt symboliserar kortet tvivel, bristande självmedvetenhet, misslyckande att lära sig av sina erfarenheter och självförakt. Kortet föreställer domens dag. Generellt illustreras detta genom män och kvinnor som reser sig upp från sina gravar. I skyn ses ärkeängeln Gabriel blåsa i ett blåsinstrument. I bakgrunden syns en flodvåg. Kortet har i och med sitt tema en biblisk koppling och i synnerhet kristen sådan. Historiskt har kortet också varit känt som ängeln. I en tarotlek från 1400-talet var även Gud gestaltad, dock ändrades kortet om då det av vissa uppfattades som respektlöst. Ytterligare en äldre version av kortet illustrerade uppståndelsen av de döda över ett stadslandskap. Kortet har även kallats för Domedagen eller Försiktighet. 